# Jeanne du Monceau de Tignonville
Jeanne du Monceau de Tignonville (* 1555 in Pau; † 1596 in Navarra), auch La petite Tignonville genannt, war durch Heirat Gräfin von Panjas und ab 1581 für eine kurze Zeit Mätresse des französischen Königs Heinrich IV.

## Leben
Jeanne war die Tochter Lancelot du Monceaus, Seigneur de Thignonville, und dessen Frau Marguerite de Selves. Ihre Mutter war die Erzieherin Catherine de Bourbons, der Schwester Heinrichs IV., und so wuchs Jeanne gemeinsam mit der späteren Regentin Navarras sowie Diane d’Andouins und Louise de Coligny auf Schloss Pau auf. Später wurde sie durch den Einfluss ihrer Mutter Ehrendame Catherine de Bourbons.
Während einer seiner Aufenthalte in Pau verliebte sich Heinrich IV. Ende 1576 oder Anfang 1577 in die damals 22-jährige Jeanne, doch sein Werben um sie blieb vorerst unerhört. Erst als sie am 7. Februar 1581 in Paris François Jean Charles de Pardaillan, Graf von Panjas, geheiratet hatte, gab sie dem Drängen des französischen Königs nach. Anlässlich der Hochzeit wurde Jeanne von Heinrich und seiner Schwester großzügig beschenkt, während ihr Mann mit hochgestellten und gut dotierten Posten bedacht wurde. Allein das königliche Geldgeschenk für Jeanne zu diesem Anlass betrug 12.000 Livres. Sie nutzte ihre Position im Hofstaat Catherines in den folgenden Jahren dazu, für sich und ihre Familie Reichtümer anzuhäufen. Die Zuwendungen, die sie während ihrer Zeit als Ehrendame erhielt, waren so exorbitant hoch, dass 1609 versucht wurde, die Schenkungen gerichtlich annullieren zu lassen.
Das Paar reiste gemeinsam mit Heinrich im Land umher, sodass seine sechs Kinder allesamt in verschiedenen Städten geboren wurden. Ihre Nachkommen waren:
- Henri (* 1582)
- Louis (* 1583; † 1607)
- Henri (* 1587)
- Henriette (* 1590; † 1609), ⚭ 1) 1609 Gédéon d’Astarac, baron de Fontrailles, 2) Henri de Baudean, Graf von Parabère
- Catherine (* 1592)
- Jeanne (* 1599)